# Parafia św. Urszuli Ledóchowskiej w Wieszynie
Parafia pw. św. Urszuli Ledóchowskiej w Wieszynie – rzymskokatolicka parafia należąca do dekanatu Słupsk Wschód, diecezji koszalińsko-kołobrzeskiej, metropolii szczecińsko-kamieńskiej. Została utworzona dnia 4 sierpnia 1989, przez biskupa Ignacego Jeża.

## Miejsca święte

### Kościół parafialny
- Kościół pw. św. Urszuli Ledóchowskiej w Wieszynie[1]

### Kościoły filialne i kaplice
- Kościół św. Jana Pawła II w Głobinie[1]

## Duszpasterze

### Proboszczowie
| Proboszczowie           | okresy urzędowania w Parafii | Źródło |
| ----------------------- | ---------------------------- | ------ |
| Włodzimierz Jankowski   | 1989–2005                    | [ 1 ]  |
| Jarosław Aleksandrowicz | od 2005                      | [ 1 ]  |